# G 99-41
G 99-41 is een rode dwerg met een spectraalklasse van M1.5Ve. De ster bevindt zich 132 lichtjaar van de zon.